# Mišo Cebalo
Mišo Cebalo (Zagreb, 6 februari 1945 – aldaar, 2 september 2022) was een Kroatische schaker met een FIDE-rating van 2533 in 2006 en 2409 in 2015. Hij was een grootmeester. Eerder speelde hij voor Joegoslavië. 

## Biografie
Zijn vader, zelf een goede schaker, leerde hem schaken toen hij vijf jaar oud was. Op 13-jarige leeftijd sloot hij zich aan bij een lokale schaakvereniging en toen hij 20 was nam hij deel aan het Kroatische schaakkampioenschap in Titograd, wat hem de titel schaakmeester opleverde. 
Vervolgens schaakte hij enkele jaren niet vanwege het volgen van talenstudies aan de Universiteit van Zagreb. Na het afronden van de studie en het vinden van een baan in het Centrum van Fysieke Cultuur van Zagreb, hervatte hij in 1977 zijn schaakactiviteiten. In 1978 verkreeg hij de titel Internationaal Meester.  
In 1980 behaalde hij een grootmeesternorm door het winnen van een toernooi in Smederevska Palanka. In 1985 werd hij gedeeld eerste in het kampioenschap van Joegoslavië  maar verloor de play-off match van GM Slavoljub Marjanović. Eveneens in 1985 won hij een zonetoernooi in Kavala (Griekenland), waardoor hij de grootmeestertitel behaalde. Vervolgens nam hij deel aan het interzone-toernooi in Mende-Taxco waar hij van 16 deelnemende schakers gedeeld zesde werd (Jan Timman was de winnaar).   
Cebalo speelde in twee Schaakolympiades voor Kroatië: aan bord 1 in Manilla (1992) en aan bord 4 in Moskou (1994). Hij nam vaak deel aan het Reggio Emilia schaaktoernooi, in 1991 werd hij de winnaar in groep C (in groep A won Anatoly Karpov en in groep B won Ljubomir Ljubojević). 
In november 2005 speelde hij mee in het toernooi om het kampioenschap van Kroatië dat door Krunoslav Hulak met 7.5 punt uit 11 ronden gewonnen werd. Cebalo eindigde met 5.5 punt op de zesde plaats.
Hij won veel open toernooien, waaronder het "Luigi Amalfi" festival van Elba in 2007. 
In 2009 won hij het 19e Wereldkampioenschap schaken voor senioren in Condino.
In 2011 ontving hij de titel FIDE Senior Trainer.
Cebalo overleed op 77-jarige leeftijd.

## Partij
Mišo Cebalo - Zdenko Kozul (Slovenisch teamkampioenschap 1994).   
Grünfeld-Indisch (D-85) 1. d4 Pf6 2. Pf3 g6 3. c4 Lg7 4. Pc3 d5 5. cxd5 Pxd5 6. e4 Pxc3 7. bxc3 c5 8. Tb1 0-0 9. Le2 cxd4 10. cxd4 Da5+ 11. Ld2 Dxa2 12. 0-0 Pd7 13. Lb4 Pb6 14. Ta1 De6 5. e5 Lh6 17. d5 Pxd5 18. Lc4 b5 19. Pd4 bxc4 20. Pxe6 Lxe6 21. Ta6 Kf7 22. La3 Tfb8 23. Dc2 Tc8 24. Td1 c3 25. g3 Tc7 26. Td3 Ld2     ( Zie diagram  ) 
27. Txe6! Kxe6 28. Db3 Td7 29. Ld6 exd6 30. Dxd5+ Ke7 31. exd6+  Kf6 32. Dxa8 c2 33. Dxh8+ Kg5 34. Tc3 Lxc3 35. Dxc3 Txd6 36. Dxc2 Td7 37. Dc6 Tf7 38. De6 Tb7 39. h4+ Kh6 40. Df6 (1-0).